# Агно
Агно (също Хагенау, на френски: Haguenau; Hàwenau, Hàjenöi; на немски: Hagenau) е град в департамент Ба Рен, регион Гранд Ест, Франция с 34 419 жители (1 януари 2013) и площ 182,59 km².

## История
Агно започва своята история от 1115 г., когато херцог Швабий Фредерик II разпорежда изграждането на замък на един от островите Модера, а по-малко от половин век по-късно селото, израснало около крепостта, получава градски права. В края на XII век се провежда процесът срещу Ричард Лъвското сърце, който е заловен по пътя за Англия (кралят е осъден на лишаване от свобода до плащането на откуп). Процъфтява по време на царуването на Рудолф I от Хабсбург, който превръща Агно в столица на всичките му елзаски владения. Скоро, през 1354 г., Светият римски император Карл IV създава съюз от десет търговски града в Елзас – Декаполис, а правото да бъде наречен столица на Декаполис отива при Агно, който го запазва няколко века, до разпадането на съюза през 1679 година.
Град Агно е известен във военната история със събитията, които са се случили по време на Тридесетгодишната война, Втората англо-холандска война, Войната на испанската наследство, Революционните войни и Френско-пруската война. По време на Тридесетгодишната война градът е превзет от шведите, имперците и французите повече от един път, но според Вестфалийския мир той е даден на Франция. По време на защитата на Елзас през 1674 г. маршал Анри де Ла Тур д'Аверн Тюрен разчита на Агно в своите действия. През 1675 г., след битката при Алтенхайм, Раймунд Монтекукули обсажда града, но приближаването на принца на Конде го принуждава да се оттегли в Саверн. По време на Войната за испанското наследство градът сменя собствеността си няколко пъти чрез битки. През 1705 г., имайки малък гарнизон, той е обсаден от империалите и девет дни след началото на обсадата френският комендант дьо Пери с по-голямата част от гарнизона напуска крепостта през нощта и империалите я завладяват. През 1706 г. Агно обсажда Вилар и превзема цитаделата осем дни по-късно.
През 1793 г. градът играе важна роля, служейки като своеобразна ос на действието на французите след прочистването на линията Лаутер. След като съюзниците завземат Вайсенбург, рейнската армия се оттегли в нощта на 14 септември към Агно, но движението на Вюрмсер я принуждава да се оттегли през река Суфел и на 18 октомври градът е окупиран от съюзниците, но през декември те го напускат поради отстъплението през Рейн. Към началото на франко-пруската война крепостта практически е загубила своето военно и стратегическо значение. В началото на войната градът е бил разположен в зоната на разполагане на френската армия, а на 5 август разузнаването от силите на 4-та пруска кавалерийска дивизия е известно. След битката при Верт, бадените превземат Арно почти без съпротива 2 дни по-късно.

## Географско положение
Градът се намира се на около 25 km северно от столицата на Гранд Ест Страсбург, ок. 40 km западно от Баден-Баден, на ок. 50 km югозапано от 75 km югоизточно от Саарбрюкен.

## Галерия
- Историческият музей
- Сградата на общинския театър